# 塔霍河畔比利亚曼里克
塔霍河畔比利亚曼里克，是西班牙马德里自治区的一个市镇。总面积28.9平方公里，总人口798人（2013年），人口密度27.6人/平方公里。